# 佐竹謙一
佐竹 謙一（さたけ けんいち、1949年9月28日- ）は、日本のスペイン・ラテンアメリカ文学者、南山大学教授。
金沢市生まれ。1975年関西外国語大学外国語学部スペイン語学科卒、同大学院修士課程修了。1986年米国イリノイ大学（アーバナ・シャンペーン校）大学院博士課程修了、Ph.D.。関西外国語大学専任講師、南山大学外国語学部助教授、教授。

## 著書
- 『スペイン黄金世紀の大衆演劇　ロペ・デ・ベーガ、ティルソ・デ・モリーナ、カルデロン』三省堂 2001
- 『浮気な国王フェリペ四世の宮廷生活』岩波書店 2003 / 講談社学術文庫 2024.6
- 『概説スペイン文学史』研究社 2009
- 『スペイン文学案内』岩波文庫別冊 2013
- 『カルデロンの劇芸術　聖と俗の諸相』国書刊行会 2019。南山大学学術叢書

### 共著
- 『海外での新スペイン語表現集』フェリペ・カルバホ共著、大盛堂書房 1989

### 翻訳
- 『現代スペイン演劇選集 フランコの時代にみる新しいスペイン演劇の試み』水声社 1994
- カルデロン他『スペイン中世・黄金世紀文学選集 7　バロック演劇名作集』岩根圀和共訳 国書刊行会 1994
- カルデロン・デ・ラ・バルカ『驚異の魔術師 ほか一篇』平凡社ライブラリー 1997
- 『ラテンアメリカ現代演劇集』水声社 2005。編訳
- 『カルデロン演劇集』名古屋大学出版会 2008
- ホルヘ・マンリーケ『父の死に寄せる詩(うた)』岩波文庫 2011
- エスプロンセーダ『サラマンカの学生 他六篇』岩波文庫 2012
- ティルソ・デ・モリーナ『セビーリャの色事師と石の招客 他一篇』岩波文庫 2014
- 『ドン・キホーテ　人生の名言集』誉田百合絵と共編訳 国書刊行会 2016
- モラティン『娘たちの空返事　他一篇』岩波文庫 2018